# Liu Kunyi
Liu Kunyi (劉坤一), né le 21 janvier 1830 et mort le 6 octobre 1902, est un fonctionnaire chinois de la dynastie Qing.

## Biographie
Après avoir réussi aux examens impériaux, Liu Kunyi entre dans l'armée du Hunan en 1855, et sert Li Hongzhang durant la répression de la révolte des Taiping. En reconnaissance de ses services, il est fait baron et récompensé par le poste de gouverneur du Jiangxi, une fonction qu'il occupe de 1865 à 1874.
En 1875, il est fait vice-roi de Liangjiang (en) mais est presque immédiatement transféré au poste de vice-roi de Liangguang (en) où il reste les quatre années suivantes. Il retourne ensuite à son ancien poste où il sert jusqu'en 1881.
En plus de ses fonctions à ce poste, il est sollicité en 1880 pour conseiller l'empereur sur la politique diplomatique à suivre envers la Russie et le Japon. Après l'invasion française du Vietnam, il conseille également l'empereur sur la question. Il passe les années suivantes en retraite avant de retrouver son poste en 1890.
Il contient plusieurs mouvements anti-missionnaires pendant les quatre années suivantes, jusqu'à ce qu'il devienne commissaire impérial chargé des troupes à Shanhaiguan, un col stratégique entre le Zhili et le Fengtian.
Liu supplie la cour impériale de continuer la première guerre sino-japonaise dans l'espoir d'une issue favorable du côté chinois mais il retourne à son poste après le traité de Shimonoseki de 1895.
En 1900, Liu se distingue en contrôlant la révolte des Boxers et en ne suivant pas l'édit impérial ordonnant d'exterminer tous les étrangers de Chine. Il meurt en 1902, peu de temps après avoir proposé trois réformes conjointes à l'empereur.